# Unione Sportiva Livorno 1932-1933
Questa voce raccoglie le informazioni riguardanti la Unione Sportiva Livorno nelle competizioni ufficiali della stagione 1932-1933.

## Stagione
Nella Stagione 1932-1933 si registra il cambio della guardia alla presidenza del Livorno, Augusto Salvini passa la mano ad Emanuele Tron. Anche nella'area tecnica si assiste ad un cambio, da Vilmos Rady a Bela Gyula Lelovich, da un ungherese all'altro, sono ingaggiati l'argentino Carlos Volante ed il magiaro Janos Nekadoma che realizzerà 23 reti, secondo nella classifica dei marcatori del torneo, dietro a Marco Romano della Comense con 29 reti.  Anche Athos Miniati con 14 centri e Paolo Silvestri con 13 reti danno il loro contributo alla promozione. Infatti gli amaranto assieme al Brescia fanno il vuoto in classifica e volano in Serie A, distanziando il lotto delle avversarie di dodici punti. Sul campo di Villa Chayes lasciano ogni speranza tutte le avversarie, solo il Vigevano riuscirà a pareggiare. Per la prima volta nella sua storia il Livorno vince il torneo di Serie B, ottenendo la promozione in A dopo due stagioni in seconda serie.

## Rosa
| N. |                      | Ruolo | Calciatore         |
| -- | -------------------- | ----- | ------------------ |
|    | Italia (bandiera)    | P     | Paolo Lami         |
|    | Italia (bandiera)    | D     | Giuseppe Biondi    |
|    | Italia (bandiera)    | D     | Gino Corsini       |
|    | Italia (bandiera)    | D     | Ivo Pescini        |
|    | Italia (bandiera)    | D     | Sirio Volpi        |
|    | Italia (bandiera)    | C     | Ferrero Alberti    |
|    | Italia (bandiera)    | C     | Angelo Arcari (II) |
|    | Italia (bandiera)    | C     | Mario Baldi        |
|    | Italia (bandiera)    | C     | Cesare Del Torto   |
|    | Argentina (bandiera) | C     | Carlos Volante     |
|    | Italia (bandiera)    | A     | Stefano Aigotti    |

| N. |                     | Ruolo | Calciatore        |
| -- | ------------------- | ----- | ----------------- |
|    | Italia (bandiera)   | A     | Paolo Silvestri   |
|    | Italia (bandiera)   | A     | Mario Bonivento   |
|    | Italia (bandiera)   | A     | Carlo Castellani  |
|    | Italia (bandiera)   | A     | Guido Dossena     |
|    | Italia (bandiera)   | A     | Giovanni Faccenda |
|    | Italia (bandiera)   | A     | Ottavio Gagliardi |
|    | Italia (bandiera)   | A     | Giuseppe Gerbi    |
|    | Italia (bandiera)   | A     | Osvaldo Martini   |
|    | Italia (bandiera)   | A     | Amleto Miniati    |
|    | Ungheria (bandiera) | A     | János Nehadoma    |
|    | Italia (bandiera)   | A     | Dino Sbrana (II)  |

## Campionato di Serie B

### Girone di andata
| Arbitro: | U. Gama (Milano) |

|  |           |                                      |
|  | Marcatori | 29’ Baldi 38’ Nekadoma 79’ Silvestri |

| Arbitro: | Brunelli (Bologna) |

|             |           |  |
| Patuzzi 79’ | Marcatori |  |

| Arbitro: | Benvignati (Roma) |

|                         |           |            |
| Miniati 31’ Dossena 44’ | Marcatori | 47’ Andrei |

| Arbitro: | Mattea (Torino) |

|            |           |                         |
| Celant 38’ | Marcatori | 73’ Dossena 82’ Aigotti |

| Arbitro: | Rovida (Milano) |

|                                                        |           |  |
| Miniati 6’, 69’ Martini 35’ Silvestri 68’ Nekadoma 70’ | Marcatori |  |

| Arbitro: | Ciamberlini (Genova) |

|  |           |                          |
|  | Marcatori | 25’ Nekadoma 76’ Miniati |

| Arbitro: | Ferorelli (Napoli) |

|                   |           |             |
| Nekadoma 13’, 59’ | Marcatori | 70’ Bedetti |

| Arbitro: | Rovida (Milano) |

|                |           |             |
| Fradelloni 38’ | Marcatori | 86’ Miniati |

| Arbitro: | De Sanctis (Roma) |

|               |           |  |
| Silvestri 44’ | Marcatori |  |

| Arbitro: | Dattilo (Roma) |

|               |           |             |
| Calzolari 55’ | Marcatori | 38’ Dossena |

| Arbitro: | Mattea (Torino) |

|                                                 |           |                   |
| Nekadoma 11’, 66’ (rig.) Sbrana 29’ Miniati 57’ | Marcatori | 86’ (rig.) Severi |

| Arbitro: | Scarpi (Dolo) |

|  |           |                                            |
|  | Marcatori | 5’, 29’ (rig.) Nekadoma 17’, 67’ Silvestri |

| Arbitro: | Scotto (Savona) |

|                     |           |             |
| Nekadoma 10’ (rig.) | Marcatori | 65’ Musmeci |

| Arbitro: | Caironi (Milano) |

|                            |           |  |
| Morselli 17’ Subinaghi 64’ | Marcatori |  |

| Arbitro: | Rovida (Milano) |

|             |           |  |
| Pescini 88’ | Marcatori |  |

| Arbitro: | Corradini (Bologna) |

|                              |           |                |
| Miniati 66’, 73’ Martini 71’ | Marcatori | 81’ Portaluppi |

| Arbitro: | U. Gama (Milano) |

|  |           |                    |
|  | Marcatori | 42’, 52’ Silvestri |

### Girone di ritorno
| 19 febbraio 1933 18ª giornata | Livorno | – A Tav. | Monfalconese |  |

| Arbitro: | Mattea (Torino) |

|                                       |           |                |
| Silvestri 8’, 49’ Nekadoma 64’ (rig.) | Marcatori | 60’ Frisoni II |

| Arbitro: | Carraro (Padova) |

|          |           |               |
| Mian 34’ | Marcatori | 19’ Bonivento |

| Arbitro: | Piccoli (Bologna) |

|                                                   |           |            |
| Bonivento 2’ Miniati 50’ Dossena 51’ Nekadoma 85’ | Marcatori | 23’ Gorini |

| Arbitro: | Corradini (Bologna) |

|               |           |              |
| Staffetta 85’ | Marcatori | 56’ Nekadoma |

| Arbitro: | Mastellari (Bologna) |

|                     |           |  |
| Nekadoma 26’ (rig.) | Marcatori |  |

| Arbitro: | Scorzoni (Bologna) |

|            |           |                            |
| Bonomi 58’ | Marcatori | 77’ Silvestri 84’ Nekadoma |

| Arbitro: | Dattilo (Roma) |

|                        |           |                |
| Gerbi 78’ Nekadoma 88’ | Marcatori | 9’ Di Clemente |

| Pistoia 23 aprile 1933 26ª giornata | Pistoiese       | 0 – 0 | Livorno | Stadio Monteoliveto\| Arbitro: \| Rovida (Milano) \| |
| Arbitro:                            | Rovida (Milano) |       |         |                                                      |

| Arbitro: | Carminati (Milano) |

|                                                                               |           |  |
| Bonivento 36’, 50’ Nekadoma 56’ Miniati 60’, 78’ Bruni 61’ (aut.) Dossena 63’ | Marcatori |  |

| Arbitro: | Scarpi (Dolo) |

|  |           |             |
|  | Marcatori | 39’ Volante |

| Arbitro: | Ciamberlini (Genova) |

|                                               |           |                      |
| Nekadoma 26’ Silvestri 37’, 62’ Bonivento 42’ | Marcatori | 55’ Romano 80’ Zoppi |

| Arbitro: | Sassi (Roma) |

|  |           |             |
|  | Marcatori | 35’ Dossena |

| Arbitro: | U. Gama (Milano) |

|                                            |           |               |
| Miniati 7’ Silvestri 36’ Nekadoma 53’, 88’ | Marcatori | 19’ Subinaghi |

| Arbitro: | Carminati (Milano) |

|             |           |  |
| Fossati 86’ | Marcatori |  |

| Arbitro: | De Sanctis (Roma) |

|                             |           |                                |
| Portaluppi 2’ Cappellini 6’ | Marcatori | 28’ (aut.) Checco 62’ Nekadoma |

| Arbitro: | Jannantuoni (La Spezia) |

|                                                                                    |           |  |
| Miniati 5’, 41’ Silvestri 20’ Martini 20’ Nekadoma 37’ (rig.) 54’, 62’ Volante 71’ | Marcatori |  |

## Statistiche

### Statistiche di squadra
| Competizione | Punti | In casa | In casa | In casa | In casa | In casa | In casa | In trasferta | In trasferta | In trasferta | In trasferta | In trasferta | In trasferta | Totale | Totale | Totale | Totale | Totale | Totale | DR |
| Competizione | Punti | G       | V       | N       | P       | Gf      | Gs      | G            | V            | N            | P            | Gf           | Gs           | G      | V      | N      | P      | Gf     | Gs     | DR |
| ------------ | ----- | ------- | ------- | ------- | ------- | ------- | ------- | ------------ | ------------ | ------------ | ------------ | ------------ | ------------ | ------ | ------ | ------ | ------ | ------ | ------ | -- |
| Serie B      | 51    | 16      | 15      | 1       | 0       | 52      | 11      | 16           | 7            | 6            | 3            | 20           | 12           | 32     | 22     | 7      | 3      | 72     | 23     |    |
| Totale       | 51    | 16      | 15      | 1       | 0       | 52      | 11      | 16           | 7            | 6            | 3            | 20           | 12           | 32     | 22     | 7      | 3      | 72     | 23     |    |

### Statistiche dei giocatori
| Giocatore     | Serie B  | Serie B |
| Giocatore     | Presenze | Reti    |
| ------------- | -------- | ------- |
| S. Aigotti    | ?        | ?       |
| F. Alberti    | ?        | ?       |
| A. Arcari     | ?        | ?       |
| M. Baldi      | ?        | ?       |
| G. Biondi     | ?        | ?       |
| M. Bonivento  | ?        | ?       |
| C. Castellani | ?        | ?       |
| G. Corsini    | ?        | ?       |
| C. Del Torto  | ?        | ?       |
| G. Dossena    | ?        | ?       |
| O. Gagliardi  | ?        | ?       |
| G. Gerbi      | ?        | ?       |
| P. Lami       | ?        | -?      |
| O. Martini    | ?        | ?       |
| A. Miniati    | ?        | ?       |
| J. Nehadoma   | ?        | ?       |
| I. Pescini    | ?        | ?       |
| D. Sbrana     | ?        | ?       |
| P. Silvestri  | 29       | 13      |
| C. Volante    | ?        | ?       |
| S. Volpi      | ?        | ?       |